# 心理学の歴史
心理学の歴史（しんりがくのれきし）とは、心理学という学問が生まれ辿ってきた歴史のことである。心理学の起源は古代ギリシアの時代に遡ることができ、また、古代エジプトに心理学的な思索活動の証拠が残されている。また、近代の心理学が哲学から独立して一つの学問として成立したのは、1879年にドイツの心理学者ヴィルヘルム・ヴントがライプツィヒ大学に心理学実験室を開き、アメリカ合衆国でも心理学の研究が始まった1870年代という見解が一般的である。心理学が境を接する様々な領域として、生理学、神経科学、人工知能、社会学、人類学、さらに哲学やその他の人間的活動がある。

## 概要
今日では、心理学は概して「行動と心理作用の研究」と定義される。精神と行動に対する哲学的関心はエジプト、ギリシア、中国、インドに遡る,
自覚的な実験研究領域としての心理学は1879年、ヴィルヘルム・ヴントが初の心理学的研究を専門とする研究室をライプツィヒに創立したことに始まる。ヴントは自身を心理学者と呼び心理学の教科書（『生理学的心理学綱要』）を出版した初の人物でもある。他に初期の心理学に貢献した人物としては、ヘルマン・エビングハウス（記憶の研究の草分け）、ウィリアム・ジェームズ（アメリカのプラグマティズムの父）、イヴァン・パブロフ（古典的条件づけに関する過程を研究した）などがいる。
実験心理学が発展したすぐ後に、様々な種類の応用心理学が現れた。グランヴィル・スタンレー・ホールは1880年代前半にドイツからアメリカに科学的教育学をもたらした。他の例として1890年代のジョン・デューイによる教育理論がある。同じく1890年代に、ヒューゴー・ミュンスターバーグが心理学の産業・法その他の領域への応用に関する著作活動を始めた。ライトナー・ウィトマーは1890年代に初の心理学クリニックを設立した。ジェームズ・キャッテルはフランシス・ゴルトンの人体測定学的手法を取り入れて、1890年代に初の心理検査法を生み出した。そのころウィーンでは、ジークムント・フロイトが、精神分析と呼ばれる、心に対する独立した研究法を発達させ、これが非常に大きな影響を及ぼすことになる。
20世紀にはヴントの経験主義に対するエドワード・ティチェナーの批判への反動が起こった。この反動の影響で形成されたジョン・ブローダス・ワトソンの行動主義はバラス・フレデリック・スキナーによって広められた。行動主義は心理学の研究対象を、定量的に容易に測定できる明らかな行動のみに限定することを提案した。行動主義者は、「心」の知識は科学的に得るには形而上学的すぎると考える。20世紀最後の10年には行動主義の衰退と認知科学―人間の心の研究に対する学際的アプローチ―の興隆が起こった。認知科学は「心」を再び研究の主題とみなし、進化心理学・言語学・計算機科学・哲学・行動主義・神経生物学といった道具を用いる。このタイプの研究によって、人間精神の広範な理解は可能でありそうした理解が人工知能のような他の研究領域に応用できると提議された。

## 前近代の心理学的思想
古今の多くの文化で心・魂・精神等々に関する思索が行われた。例えば古代エジプトでは、エドウィン・スミス・パピルスに脳に関する初期の記述や脳の機能に関するいくらかの思索が含まれている（が内科的あるいは外科的な文脈においてのものである）。他の古代の医学的文書が病をもたらす悪魔の退散のまじない・祈願やその他の迷信で満たされているのに対して、エドウィン・スミス・パピルスに含まれるほぼ50の病態に関する療法の内一つだけが悪魔よけのまじないである。このためエドウィン・スミス・パピルスは今日常識とみなされているものと同様のものとして称揚されているが、それが全く異なる文脈に起源することを忘れてはならない。

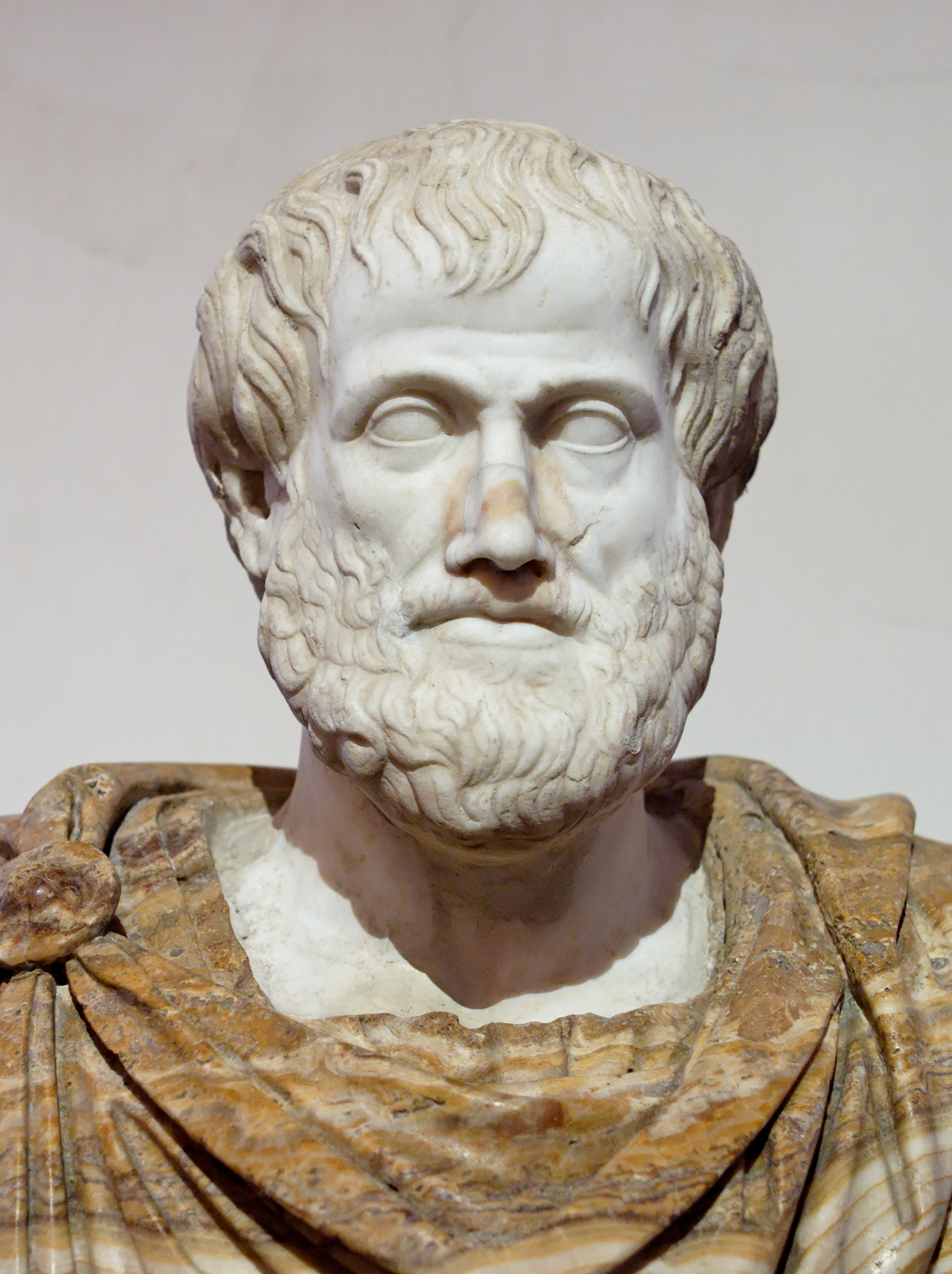
アリストテレス

タレス（紀元前550年頃活躍）からローマ時代まで、古代ギリシア哲学者たちは、彼らが「プシュケー」（psychologyという言葉の前半分はこれに由来する）と呼ぶものやその他の「心理学的」述語―「ヌース」、「トゥモス」、「ロギスティコン」等々―に関する精緻な理論を発達させた。中でも最も影響力が高いのはプラトン（特に『国家』）、ピタゴラスとアリストテレス（特に『霊魂論』）による説明である。ヘレニズム哲学者（すなわち、ストア派やエピクロス派）達は古典時代のギリシア諸学派とはいくつかの重要な点で区別される。特に、ヘレニズム哲学者たちは心の生理学的基盤に関する問題に関心を抱いた点で異なる。ローマ時代の医師ガレノスはこういった問題を最も精緻に説明し、以後の全ての人々に影響を与えた。こうしたギリシア哲学がキリスト教やイスラームの心論に影響した。
ユダヤ・キリスト教の流れでは、集団規定（死海文書以降、紀元前21年頃-61年）に人間の本性を二つの性質に区別することが言及されている。
アジアでは、中国が教育システムの一環としての能力試験を管理した長い歴史を有する。6世紀に、Lin Xieが初期の試験を実行し、試験において（明らかに人の気の散ることに対する弱さをテストするために）片手で四角を描いてもう一方の手で丸を描くように要求した。これは最初の心理学実験であり、ゆえに実験科学としての心理学の始まりであると主張した者もいる。
インドもまた、ヴェーダーンタ哲学の著作にみられるように「自己」に関する精緻な理論を持つ。
中世のイスラーム医学者も様々な「心の病」に悩む患者を治療する臨床的な技術を発展させた。
アブー・ザイド・アーメド・イブン・サール・バルキ（850年–934年）はその流れの中でも最初期に位置し、心身両面の病について論じて、「ナフス（プシュケー）」が病を得ると、肉体も生活の中で快を失い、最終的に肉体の病に至る」と主張した。アル・バルキは、肉体も魂も健康であったり病んだり、言い換えれば「バランスを保っていたりバランスが崩れたり」することができると認識していた。肉体のバランスが崩れると発熱、頭痛、その他の肉体的症状を発し、一方魂のバランスが崩れると憤怒、不安、悲嘆、その他の「ナフス」に関係する症状を発すると彼は書いている。今日我々が鬱病と呼ぶようなものには二種類あると彼は認識していた: 一方は喪失や故障といったわかる理由によって起こり、心理学的に治療できる; そしてもう一方はおそらく生理学的原因によるよくわからない理由によって起こり、物理療法によって治療できる。
学者イブン・アル・ハイサム（アルハゼン）は、様々な種類の感受性、触覚的知覚、色の認識、明暗の認識、月の錯視の心理学的説明、両眼視といった、視覚認識やその他の知覚に関する実験を行った。アル・ビールーニーも反応時間の試験にこういった実験手法を用いた。

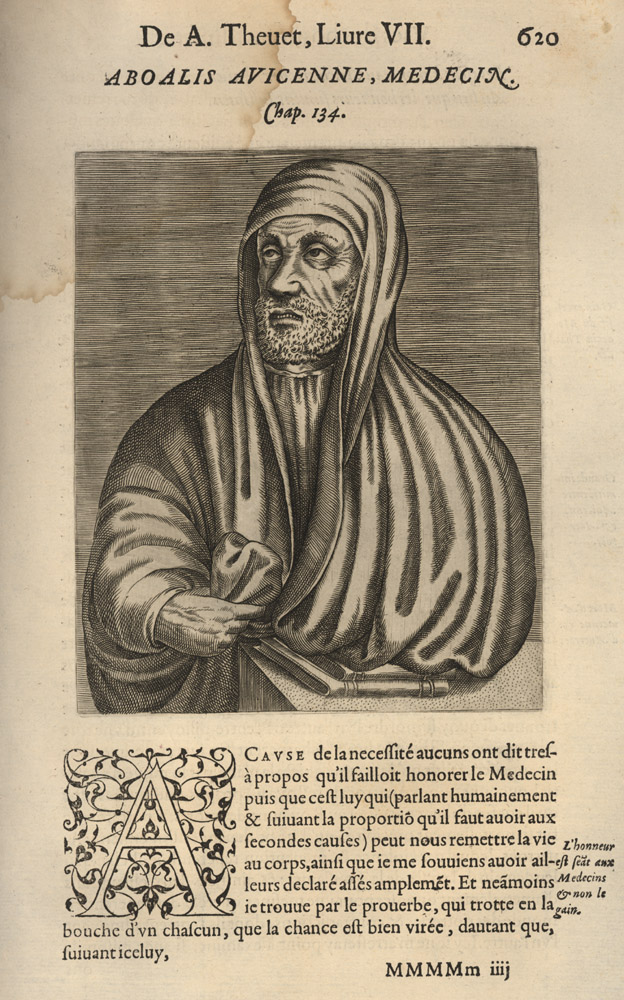
イブン・スィーナー

イブン・スィーナーもまた同様に、初期の研究でナフスに関係する病を取り扱い、内的感覚に連動した心拍数の変化を説明する体系を発展させた。また、今日では精神神経疾患として扱われている現象についてもイブン・スィーナーは書いているが、具体的には、幻覚、不眠症、躁病、悪夢、憂鬱、認知症、てんかん、麻痺、脳梗塞、空間識失調、震顫などがある。
心理学に関係する話題を扱った他の医学思想家は以下:
- ムハンマド・イブン・シリン、夢や夢解釈を扱った書物を著した;[11]
- アル・キンディー（アルキンドゥス）、ある種の音楽療法を発達させた[要出典]
- アリー・イブン・サール・ラッバン・アル=タバリ、「アル=イラジ・アル=ナフス」（心理療法と訳されることがある）を発展させた[12]
- アル・ファーラービー（アルファラビウス）、社会心理学や意識研究に関する主題を論じた;[13]
- アリー・イブン=アッバース・アル=マジュシ（ハリュ・アッバス）、神経解剖学や神経生理学に関して著述した;[13]
- アブー・アル＝カースィム・アッ＝ザフラウィー（アブルカシス）、脳神経外科学に関して著述した;[14]
- アブー・ライハーン・アル・ビールーニー、反応時間について著述した;[15]
- イブン・トファイル、タブラ・ラサの概念や生得論を先取りした[16]。

アブー・メルワーン・アブダル=マリク・イブン・ズール（アヴェンゾアル）は今日で言うところの今日の髄膜炎、血栓静脈炎、縦隔胚細胞腫瘍と同じ病について著述した; イブン・ルシュドは網膜に光受容性があると考えた; そしてモーシェ・ベン・マイモーンは狂犬病やベラドンナ中毒について著述した。
ウィテロは知覚心理学の先駆者とされる。彼の言う「ペルスペクティヴァ」(羅: Perspectiva）には心理学的要素が多く含まれ、近代の観念連合や潜在意識に関する思想に近いものを形作っている。

## 西洋心理学の曙
古代人の著作の多くが失われていただろう、もし知恵の館や知識の館その他の施設でのキリスト教徒・ユダヤ人・ペルシア人の努力がなければ。後に、12世紀に彼らの作成した辞典や注釈書がラテン語に訳された。しかしながら、これらの文献がルネサンス期に最初どのようにして用いられるようになったのかは明確にはなっておらず、後に心理学として起こってくるものに対するこれらの文献の影響が学問的議題となっている。

### 語源と初期の語法
心理学（羅:Psychologia）という術語の最初の使用は、1590年にマールブルクで『人間学的心理学』（羅:Psychologia hoc est de hominis perfectione, anima, ortu）を発表したドイツのスコラ哲学者ルドルフ・ゲッケル（1547年-1628年、ラテン語化されたルドルフス・ゴクレニウスの名でよく知られる）にしばしば帰される。しかし、この述語はさらに60年以上前にクロアチアの人文主義者マルコ・マルリッチ（1450年-1524年）のラテン語の論文の題名『人間性的理性心理学』（羅:Psichiologia de ratione animae humanae）で用いられている。この論文自体は現存していないが、その題名はマルリッチより若い同時代人フラニョ・ボジチェヴィッチ・ナタリスの『スプリトのマルコ・マルリッチの生涯』（羅:Vita Marci Maruli Spalatensis, Krstić, 1964）に含まれるマルリッチの著作一覧に現れる。とはいえ当然のことながら、これがまさしく最初の使用というわけではない。ただ、目下のところ文献で証明できる限りでは最も早い使用ではある。
しかし心理学という術語が一般的となったのは、ドイツの観念論哲学者クリスティアン・ヴォルフが著書『経験的心理学』（1732年）と『合理的心理学』（1734年）で用いて以降である。この、経験的心理学と合理的心理学という区別は、ドゥニ・ディドロ（1713年-1780年）に『百科全書』（1751年-1784年）に取り上げられ、フランスでフランソワ=ピエール=ゴンティエ・メーヌ・ド・ビランによって広められた。イングランドでは、「心理学」という術語は19世紀半ばには、特にウィリアム・ハミルトン卿（1788年-1856年）の著作によって「心の哲学」を上回って一般的となった（see Danziger, 1997, chap. 3）。

### 啓蒙時代の心理学的思想
初期の心理学は（キリスト教的な意味での）魂の研究として扱われた。近代哲学的な形の心理学はルネ・デカルト（1596年-1650年）の著作や、彼が生み出しそのうち最も関連性のあるものは彼の『省察』（1641年）に対する反論として発表された議論の影響を強く受けている。後の心理学の発展に対して重要なものとしては他に彼の『情念論』（1649年）や『人間論』（1632年に編纂されたが、カトリック教会によるガリレオ・ガリレイを聞きつけて、『世界論』とともに公刊が差し控えられた; 最終的にデカルトの死後1664年に発表された）がある。
医師としての教育を受けてはいないものの、デカルトはウシの心臓に関する広範な研究を行っており、彼はウィリアム・ハーヴェイからの応答に値するほど重要とされた。デカルトは最初にハーヴェイの血液循環説に賛同した人物の一人であるが、血液循環説を説明するためのハーヴェイの形而上学的枠組みには反対した。デカルトは動物や人間の死体を解剖した結果血流の研究に親しみ、肉体は魂がなくとも動きうる複雑な装置であるという結論を導いて、それにより「魂の教説」を否定した。医学の一領域としての心理学の出現はトマス・ウィリスによって大きく後押しされたが、それは単に脳機能の分野において彼が心理学に言及した（「魂の教説」）からだけではなく、彼が詳細な解剖学論文『獣魂論』（羅:De Anima Brutorum、1672年）を発表したことによる。しかし、ウィリスは自身の著作に示唆を与えたものとしてデカルトのライヴァルピエール・ガッサンディの影響を認めていた。
イギリス経験論哲学者や連合主義哲学者は経験的心理学が後にたどる道に深い影響を与えた。ジョン・ロックの『人間悟性論』（1699年）やジョージ・バークリーの『人知原理論』（1710年）、デイヴィッド・ヒュームの『人間本性論』（1739年-1740年）は、デイヴィッド・ハートリーの『人間観察』（1749年）やジョン・ステュアート・ミルの『論理学体系』（1843年）とともに特に影響力が高い。さらに、数人の大陸合理主義哲学者の著作、特にバールーフ・デ・スピノザ（1632年-1677年）の『人間知性改善論』（1662年）、ゴットフリート・ライプニッツ（1646年-1716年）の 『人間知性新論』（1705年に完成され1765年に発表された）が挙げられる。
デンマークの哲学者セーレン・キルケゴールも著書『不安の概念』（1844年）や『死に至る病』（1849年）によって人文的・実存的・近代的な心理学派に影響を与えた。

### 現代心理学への変化
他に心理学の誕生に影響を与えたものとして、催眠術（催眠療法の先駆者）の有効性や骨相学の価値にまつわる議論がある。前者は1770年代にオーストリアの医師フランツ・アントン・メスメル（1734年-1815年）が発展させたものである。彼は重力の力や、後には「動物磁気」を用いて様々な肉体的・精神的な病気を治療することを提唱した。メスメルと彼の療法はウィーンおよびパリで徐々に人気を博するにつれて、訝しんだ官憲の監視下に入ることになった。1784年にはパリでルイ16世によって検査が実施され、アメリカの使節ベンジャミン・フランクリン、化学者アントワーヌ・ラボアジエ、医師ジョゼフ＝イニャス・ギヨタン（後にギロチンを広めた）らが参加した。メスメルの手法は無益だと彼らは結論した。インドで活動したポルトガル人司祭アベ・ファリアは再び動物磁気に対する大衆の関心を引いたが、メスメルとは違い、ファリアはその効果が患者の協力と期待の力によって「心の内から生じる」と主張した。
このように論争が起きてはいたものの、「磁気」による療法はメスメルの弟子その他に受け継がれ、内科医ジョン・エリオットソン（1791年-1868年）、外科医ジェームズ・エスデイル（1808年-1859年）やジェイムズ・ブレイド（1795年-1860年、メスメル主義者の言う「力」よりもむしろ患者の意思の特性として時期を再定式化し、ヒプノティズムという名を与えた）らの研究によって19世紀イングランドで再浮上した。メスメル主義はイングランドで19世紀を通じて強力な（医学的ではないにしても）社会的な崇拝者を得て存続した（see Winter, 1998）。ファリアの方法はナンシー学派のアンブロワーズ＝オーギュスト・リエボーやイッポリト・ベルネームの分析的・理論的な著作で大きく展開された。ファリアの理論的な立場、そしてそれに続くナンシー学派の立場を経験したことが後のエミール・クーエの自己暗示の手法に大きく影響した。自己暗示はパリのサルペトリエール病院の医長ジャン＝マルタン・シャルコー（1825年-1893年）によってヒステリーの治療法として採用された。
骨相学は「器官学」、つまりドイツの医師フランツ・ヨゼフ・ガル（1758年-1828年）によって発展させられた脳の構造に関する理論、として出発した。脳は非常に大きな機能的な「器官」に分けられ、それぞれの器官が人間の特定の精神的能力や性向―希望、愛、霊性、強欲、言語、物体の大きさ・形・色を検出する能力等々―を司っているとガルは説いた。また、それぞれのこういった器官が大きければ大きいほど、その器官に対応する精神的特性も強力になるとも彼は唱えた。さらに、人の頭蓋骨の表面を調べることでその人の器官の大きさを検知することができると彼は主張した。ガルの脳に関する極端に局在論的な立場はすぐに、特にフランスの解剖学者マリー・ジャン・ピエール・フルーラン（1794年-1867年、脳に機能局在性などないと主張して鶏に対する穴あけ手術を行った）による批判を受けた。ガルは（見当違いであったにせよ）真剣に研究を行っていたが、彼の理論は助手のヨハン・ガスパル・シュプルツハイム（1776年-1832年）によって営利目的の通俗的・興業的な骨相学に仕立て上げられ、特にイギリスで独立した開業医の産業的繁栄を大量に引き起こすことになった。スコットランドでは宗教的指導者ジョージ・クーム（1788年-1858年、彼の『人間の構造』は19世紀のベストセラーの一つ）の手により、骨相学が社会的改革運動や平等主義と強く結びついた。骨相学はアメリカにもすぐに広まり、臨床的な骨相学の地方巡業が行われて希望する客に精神的健康の診断がなされた。

## ドイツ実験心理学の登場

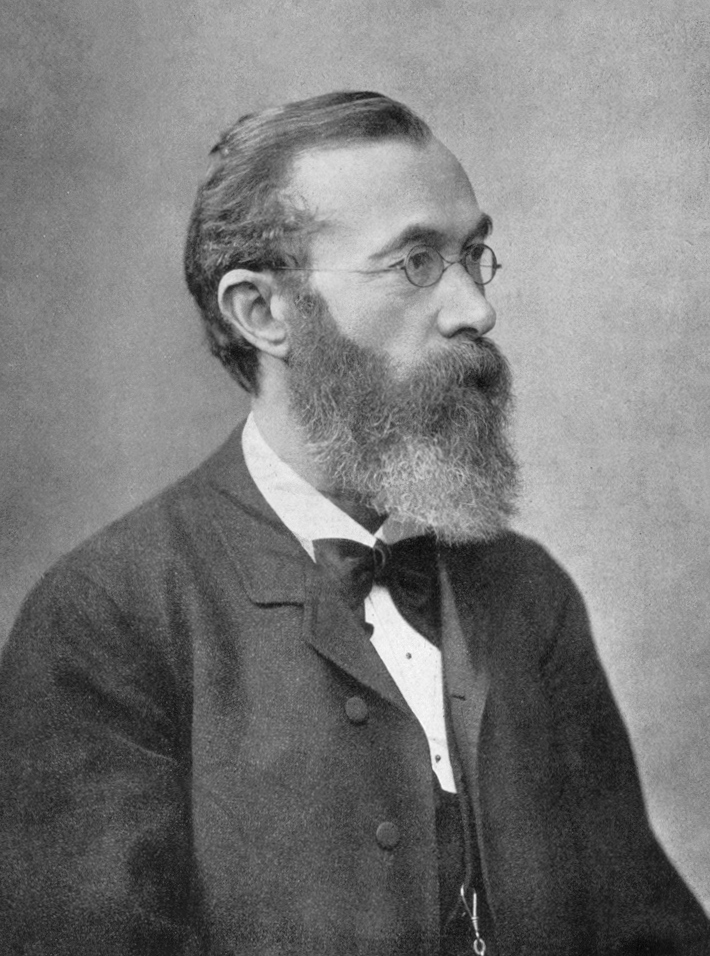
ヴィルヘルム・ヴント

19世紀中頃までは、心理学は概して哲学の一分野として扱われていた。例えば、イマヌエル・カント（1724年-1804年）は著書『自然科学の形而上学的基礎』（1786年）で、様々な理由の中でも、心理学的現象が数学的形式で表現できないという理由の為に、心理学は「厳密」科学となりえないと述べている。しかし、『実用的見地における人間学』（1798年）においてカントは、近代的視点からは経験的心理学に非常に近く見えるものを提議している。
ヨハン・フリードリヒ・ヘルバルト（1776年–1841年）はカントの出した結論と対立した意見を持ち、科学的心理学の数学的基礎を発展させた。彼は自身の心理学用語を経験主義的に表すことはできなかったが、彼の努力によってエルンスト・ハインリヒ・ヴェーバー（1795年-1878年）やグスタフ・テオドール・フェヒナー（1801年-1887年）が外的刺激の物理的大きさとそれによって生じる感覚の精神的強度との数学的関係を計ることになった。フェヒナー（1860年）が初めて精神物理学という言葉を使った。
そのころ、天文学において反応時間の個人差が「個人誤差」の名の下に重大な問題となっていた。フリードリヒ・ヴィルヘルム・ベッセル（1784年-1846年）によるケーニヒスベルクでの、あるいはアドルフ・ヒルシュによる、初期の研究によってマティアス・ヒップの非常に精確なクロノグラフの発明が促進され、これが、砲弾の速度を計測する装置というチャールズ・ホイートストンのデザインに基づくようになった。他の計時器は生理学から借用され（例えばキモグラフ）、ユトレヒトの眼科医フランキスクス・コルネリス・ドンデルス（1818年-1899年）や彼の弟子ヨハン・ヤコブ・デ・ヤーガーによって単純な心理的決定の持続期間を計る際に利用された。
19世紀は神経生理学などの生理学が専門化した時代でもあり、生理学史上の最も重要な発見のいくつかがなされている。その主導者としては、それぞれ独立に脊椎内での知覚神経と運動神経の分離を発見したチャールズ・ベル（1774年-1843年）およびフランソワ・マジャンディー（1783年-1855年）、特殊神経エネルギー説を唱えたヨハネス・ペーター・ミュラー（1801年-1855年）、筋収縮の電気学的基礎を研究したエミール・デュ・ボア＝レーモン（1818年-1896年）、それぞれ異なる言語機能をつかさどる脳領域を明らかにしたピエール・ポール・ブローカ（1824年-1880年）とカール・ヴェルニッケ（1848年-1905年）、脳の運動野や知覚野を特定したグスタフ・テオドール・フリッチュ（1837年-1927年）、エドゥアルト・ヒッツィヒ（1839年ー1907年）、デイヴィッド・フェリア（1843年-1924年）らがいる。経験的生理学の第一の創始者の一人であるヘルマン・フォン・ヘルムホルツ（1821年-1894年）は、後に心理学者の関心を惹くことになる議題―神経伝達速度、音と色の実体、音や色の認識の本性等々―の広範な研究を行った。1860年代には、彼はハイデルベルク大学で職を得ていたが、そこでヴィルヘルム・ヴントという名の若い医学博士を助手として雇った。ヴントは生理学研究室の器材―クロノスコープ、キモグラフ、様々な周辺的な道具―を用いて、それまで経験的に研究されていたよりも複雑な心理学的な問題を説明した。とりわけ、彼は統覚―認識が明確な意識の中心的な関心を占める領域―の実体に関心を抱いた。
ヴントは1874年にチューリヒで教授となり、画期となる教科書『生理学的心理学綱要』を発表した。1875年により名声高いライプツィヒの教授職に就くと、ヴントは1879年に専ら経験的心理学の独自の研究を行う研究室を創立したが、これは世界初のその種の研究室である。1883年には、自身や弟子の研究を発表する雑誌『哲学研究』（独:Philosophische Studien）を立ち上げた。ヴントはドイツのみならず外国からも非常に多くの学生を引き付けた。彼の最も影響力の高いアメリカ人の弟子にはグランヴィル・スタンレー・ホール（ウィリアム・ジェームズの監督下で既にハーヴァードから博士号を得ていた）、ジェームズ・キャッテル（ヴントの最初の助手）、フランク・アンゲルらがいる。最も影響力の高いイギリス人の弟子はエドワード・ティチェナー（後にコーネル大学教授となる）である。
実験心理学教室がカール・シュトゥンプ（1848年-1936年）によってベルリンで、ゲオルク・エリアス・ミュラー（1850年-1934年）によってゲッティンゲンで設立された。同時期のもう一人のドイツの著名な実験心理学者は、自身の研究室を管理したことはないものの、ヘルマン・エビングハウス（1850年-1909年）である。
このころのドイツ語圏で心理学に対するアプローチとして実験だけが行われているわけではなかった。1890年代に始まって、事例研究を用いてウィーンの医師ジークムント・フロイトが、自身が患者の「ヒステリー」の背後に横たわる原因だと説いた無意識の信念・欲望を推定的に明らかにするために催眠療法・自由連想・夢解釈を発展・応用した。彼はこの手法を精神分析と称した。フロイト派精神分析は病因において個々の性的発展過程に重点を置くことで特に著しい。精神分析的概念は西洋文化、特に芸術に対して今も強い影響を残している。その科学的功績には今も議論があるものの、フロイト心理学とユング心理学は、いくつかの行動や思考が意識から隠されているような―しかし人間の完全な一部として活動してはいる―分離された思考の存在を明らかにした。隠れた動機、やましい心、あるいは罪の意識は、個人の人格やその結果としての行動のいくつかの様相の理解の欠如や選択を通じた、個人が意識していない心理作用の存在の実例である。
精神分析は自我に作用する心的作用を考察する。これらの理解によって、神経症や時には精神病（リヒャルト・フォン・クラフト＝エビングはこの両者を人格の病と定義した）に対する治療効果とともに個人の大きな選択や自意識が理論的に可能になる。カール・ユングはフロイトの同僚であったが、フロイトが性を強調することに端を発して彼と袂を分かった。1800年代に（ジョン・ステュアート・ミル、クラフト=エビング、ピエール・ジャネ、テオドール・フルールノワによって）初めて述べられた無意識の概念を用いて研究することで、ユングは、自我と関係して自我を規定する四つの精神機能を定義した。感覚（意識に何かの存在を伝える）、感情（価値判断からなり、感覚したものに対する反応の動機づけを行う）、思考（今起こっている出来事と知っている全ての出来事を比較し、今起こっている出来事に種類・範疇を付与して、歴史的・公的・個人的過程の中で理解できるようにする分析的機能）、直感（深い行動パターンに触れる心的機能であり、ユングいわく「間近に見たかのように」予期せざる結論を提起したり思いがけない結果を予言したりする機能を持つ）の四つがそれである。理論が心理学者の心的投影や期待に基づかず、事実に基づいている経験心理学をユングは提唱した。

## 初期アメリカ心理学

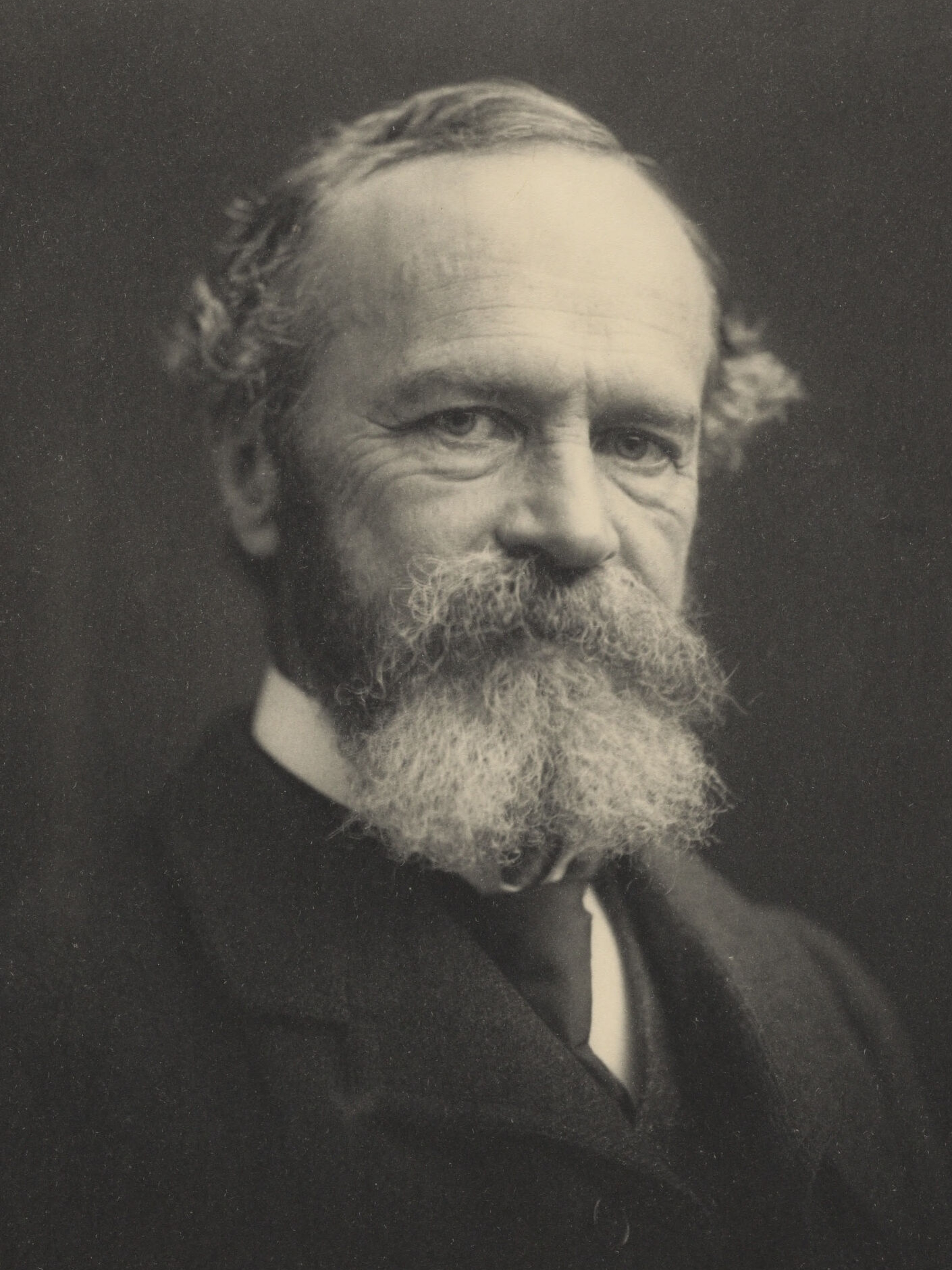
ウィリアム・ジェームズ

1875年頃にハーヴァード大学の生理学講師（以前からそうだった）ウィリアム・ジェームズが自身の講義で使うための実験生理学の小さな実験研究室を開いた。この研究室は当時本来の研究に使われることがなかったため、「最初の」実験心理学の研究室として扱うべきか否かという議論が行われ続けている。1878年に、ジェームズはジョンズ・ホプキンス大学で「知覚・脳とそれらの思考に対する関係」と題した連続講義を行い、そこでトマス・ヘンリー・ハクスリーを論駁して、意識とは随伴現象的なものではなく進化において何らかの機能を持っていたものに違いなく、もちろん人間によって選択されたものではなかったと主張した。同年にジェームズはヘンリー・ホルトに「新たな」実験心理学の教科書を書くよう契約させられた。彼がこれを素早く書きあげていれば、この分野における最初の英語での教科書となっていたであろう。しかし、彼の12巻に及ぶ『心理学原理』が出版されたのはその12年後であった。その間にイェール大学のジョージ・トランブル・ラッドや（1887年）、レイク・フォレスト大学のジェームズ・マーク・ボールドウィンが（1889年）教科書を出版した。
1879年にチャールズ・サンダーズ・パースがジョンズ・ホプキンス大学の哲学講師として雇われた。パースは天文学や哲学の研究でも知られているが、おそらくアメリカで初めての心理学実験をも行っており、色覚を主題として1877年に『アメリカン・ジャーナル・オヴ・サイエンス』を公刊した。パースと彼の弟子ジョゼフ・ジャストロウは1884年に『メモワーズ・オヴ・ザ・ナショナル・アカデミー・オヴ・サイエンス』誌上で論文「感覚の細かな違いについて」を発表した。1882年にはパースはグランヴィル・スタンレー・ホールによってジョンズ・ホプキンズ大学に赴任しているが、このスタンレー・ホールが1883年にアメリカで最初の実験心理学を専門とする研究室を開いた。後にパースはスキャンダルで職を辞することを余儀なくされ、スタンレー・ホールがジョンズ・ホプキンスで唯一の哲学教授となった。スタンレー・ホールは1887年に『アメリカン・ジャーナル・オヴ・サイコロジー』を創刊し、同誌は主に彼自身の研究室から出された論文を掲載した。1888年になるとスタンレー・ホールはクラーク大学の総長となるためにジョンズ・ホプキンスの教授職を辞し、引退するまでこの職にとどまった。
その後すぐに、実験心理学教室がペンシルヴァニア大学（1887年、ジェームズ・マッキーン・キャッテルによって）、インディアナ大学（1888年、ウィリアム・ローウェ・ブライアンによって）、ウィスコンシン大学マディソン校（1888年、ジョゼフ・ジャストロウによって）、クラーク大学（1889年、エドマンド・サンフォードによって）、マクレーン・アサイラム（1889年、ウィリアム・ノイエスによって）、ネブラスカ大学（1889年、ハリー・カーキ・ウォルフェによって）に創設された。
しかし、プリンストン大学の1924年に創設されたEno Hallこそが、それがプリンストン大学心理学部の宿舎となった際に、専ら実験心理学を研究するアメリカで最初の大学の建物であった。
1890年代に、ウィリアム・ジェームズの『心理学原理』が最終的に発表され、アメリカ心理学史上で最も急速に広まった教科書となった。本書は、アメリカの心理学者が長年にわたって注視することになる種類の問題の基盤の多くを提供した。本書の中でも意識・感情・習慣に関する章が問題の前提を提供した。
ジェームズの『心理学原理』の影響を体感した者の一人としてミシガン大学の哲学教授だったジョン・デューイがいる。より若い同僚のジェームズ・ヘイデン・タフツ（ミシガンに心理学教室を設立した）やジョージ・ハーバート・ミード、そして弟子のジェームズ・ローランド・アンゲルとともに、このグループは心理学を再定式化し、これまでヴントやその弟子たちが重視してきた精神物理学の影響を受けた生理学的心理学よりも社会的環境と心や行動の「活動」に強く重点を置いた。タフツはミシガンを去って1892年に新しく設立されたシカゴ大学の若い地位に就いた。1年後、シカゴの老哲学者が職を辞し、タフツはシカゴ大学学長ウィリアム・レイニー・ハーパーにデューイに教授職を申し出るよう勧めた。最初に抵抗があったものの、デューイは1894年に雇われた。デューイはすぐにミシガンでの同僚のミードやアンゲルで学部の教員の空席を埋めた。この4人によってシカゴ心理学派の中核が形成された。
1892年に、グランヴィル・スタンレー・ホールは新たにアメリカ心理学会（APA）を創設する目的でクラーク大学で会合を開き、三十数人の心理学者・哲学者を招聘した。APAの例年の会合の一回目はペンシルヴァニア大学でジョージ・ステュアート・ファラートンの主催により同年後半に行われた。しかし、APAの中で実験指向のメンバーと哲学指向のメンバーとの間の対立がほぼ即座に湧き起こった。エドワード・ティチェナーとライトナー・ウィトマーによって哲学的言明のために分かれた「部会」を創立するかあるいは哲学者を完全に放逐するかという傾向が起こされた。10年ほどの議論の後、西洋哲学会が結成されて第一回の会合が1901年にネブラスカ大学で開かれた。翌年1902年には、アメリカ哲学会が第一回会合をコロンビア大学で開いた。これらは結局、現代のアメリカ哲学会の中央部と東部となった。
1894年には、『アメリカン・ジャーナル・オヴ・サイコロジー』の偏狭な編集方針に不満を抱いた数多くの心理学者がスタンレー・ホールに、同誌を彼の周辺で閉じたものとせずに編集委員会を設けてより多くの心理学者に開かれたものにするよう掛け合った。これをスタンレー・ホールが拒否したため、ジェームズ・マッキーン・キャッテル（コロンビア大学勤務）とジェームズ・マーク・ボールドウィン（プリンストン大学勤務）が共同で新たに『サイコロジカル・レヴュー』を創刊し、これがアメリカの心理学研究者の論文投稿先として急激に成長していった。
1895年初めに、ジェームズ・マーク・ボールドウィンとエドワード・ブラッドフォード・ティチェナー（コーネル大学）が、ヴントの研究室で生まれた（最初にルートヴィヒ・ランゲとジェームズ・マッキーン・キャッテルが報告した）例外的な反応時間の発見をどう解釈すべきかという、辛辣になり続ける議論に参加した。1896年に、ジェームズ・ローランド・アンゲルとアディソン・ウェブスター・ムーア（シカゴ大学）が『サイコロジカル・レヴュー』で一連の実験結果を発表して、二人の中でボールドウィンがより正しいことを示した。しかし、彼らはジョン・デューイによる心理学に対する新しいアプローチの観点から発見を解釈しており、それは伝統的な反射弓の刺激反応理解を否定して、「刺激」なるものと「反応」なるものは観察者が状況をどのようにみるのかに依存しているという「遠回しな」理解を選ぶものであった。完全な立場は、1896年にやはり『サイコロジカル・レヴュー』で発表された、デューイの画期的な論説「心理学における反射弓の概念」で開陳された。
ティチェナーは『サイコロジカル・レヴュー』（1898年、1899年）において、自身の心理学に対する厳密な「構成的」アプローチを、シカゴ学派のより応用的な「機能的」アプローチと彼が呼んだものと区別することで応答し、それによって構成主義と機能主義というアメリカ心理学で最初の大きな理論的断絶が生まれた。ジェームズ・マッキーン・キャッテル、エドワード・リー・ソーンダイク、ロバート・セッションズ・ウッドワースらが主導するコロンビア大学のグループは（シカゴに次ぐ）アメリカ機能主義の第二世代としばしばみなされる が、彼らの研究は心理検査、学習、教育といった応用分野に重点を置いていたために、彼らが自身にこの言葉を用いることは決してなかった。1899年にはデューイがAPAの会長に選出されたが、ティチェナーは会員資格を失った（ティチェナーは1904年に自身のグループを形成し、これが後に実験心理学協会として知られることになる）。1900年にはジョゼフ・ジャストロウがAPA会長として講話を行って機能主義的アプローチを喧伝し、アンゲルは1904年に彼による影響力の高い教科書で、1906年にAPA会長としての講話でティチェナーの分類を採用した。実際のところ、構成主義者は多かれ少なかれティチェナーとその弟子に限られる（最も影響力の高い教科書『実験心理学の歴史』を書いたティチェナーのかつての弟子エドウィン・ボーリングこそが、構成主義/機能主義論争が20世紀の転機におけるアメリカ心理学の断層線だという考えを始めた）。機能主義は概して、行為や応用といったより実践的な点をより強調し、アメリカの文化的な「スタイル」により合致しており、おそらくさらに重要なことに、大学の評議員や民間の資金提供機関の間でより人気が強かった。

## 初期フランス心理学

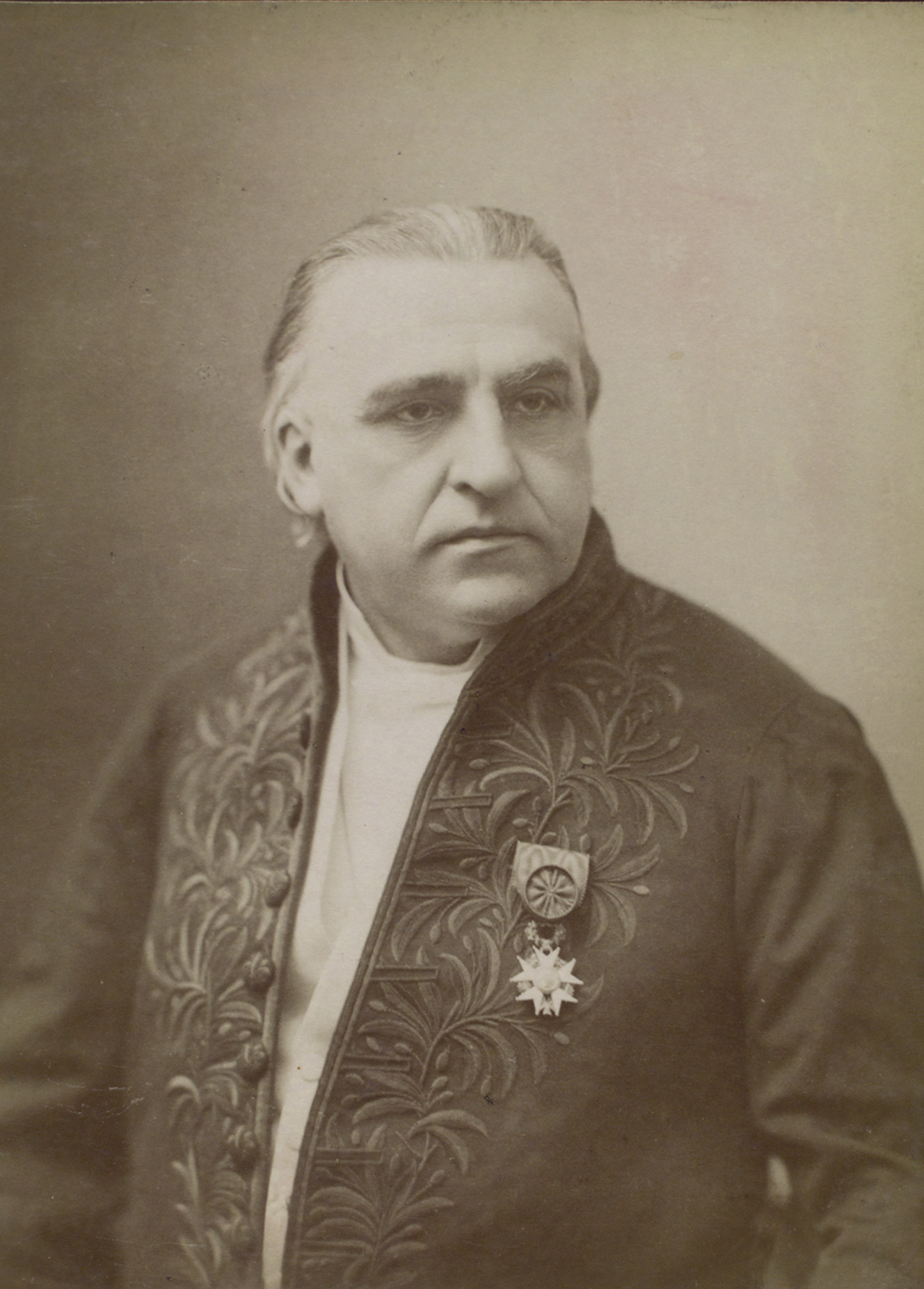
ジャン＝マルタン・シャルコー

少なからずルイ・ナポレオン政権（大統領、1848年-1852年;皇帝ナポレオン3世、1852年-1870年）の保守性の為に、19世紀中頃以来のフランスの大学の哲学は、ヴィクトル・クザン（1792年-1867年）、テオドール・ジュフロワ（1796年-1842年）、ポール・ジャネ（1823年-1899年）といった人物が主導する折衷主義的・唯心論的な諸学派に牛耳られていた。これらは伝統的・形而学的な学派であり、心理学を自然科学とみなすことに反対していた。普仏戦争での敗走によってナポレオン3世が追放されると、政治的にも学問的にも新しい道が開けた。1870年以降には、心理学に対する実証主義的・唯物論的・進化論的・決定論的なアプローチへの関心が確実に増大していき、他の人々の間でもイポリット・テーヌ（1828年-1893年、例えば『知性論』、1870年）やテオデュール・アルマン・リボー（1839年-1916年、例えば『現代イギリス心理学』、1870年）の著作に影響を受けて発展した。
1876年には、リボーは『ルヴュ・フィロソフィック』を創刊し（同年にイギリスで『マインド』が創刊されている）、これが次世代にとって「新しい」心理学論文の実質上唯一の提出先となった。彼自身は実験主義者として活動していないものの、リボーの著作の多くが次世代の心理学者に甚大な影響を及ぼすこととなった。その中でも特に『心理学的遺伝学』（1873年）および『現代ドイツ心理学』（1879年）の名前が挙げられる。1880年代になると、リボーは関心を精神病理学に向け、記憶障害（1881年）、意志（1883年）、人格（1885年）に関する著書を執筆して、その中で、こういった話題に対して一般心理学の知見を導入しようと試みた。1881年には彼はソルボンヌ大学の心理学説史の教授位を伝統主義者ジュール・スーリ（1842年-1915年）に明け渡すことになったが、1885年から1889年には再びソルボンヌで実験心理学を教えた。その後1889年にコレージュ・ド・フランスで実験心理学・比較心理学の教授の座に就き、1896年までこの地位に留まった。
フランス心理学の第一の長所は精神病理学の領域にある。パリのサルペトリエール病院の神経科長ジャン＝マルタン・シャルコー（1825年-1893年）は彼の患者のうち何人かにヒステリー症状を「実験的に」作り出すために（上述の）催眠術を復活・再命名して用いていた。彼の弟子のうちの二人、アルフレッド・ビネー（1857年-1911年）とピエール・ジャネ（1859年-1947年）はこの手法を自身の研究に取り入れ、拡張した。
1889年には、ビネーと彼の同僚アンリ=エティエンヌ・ボーニ（1830年-1921年）はフランス初の実験心理学教室をソルボンヌに共同で設立した。そのちょうど5年後の1894年に、ボーニ、ビネ、そして三人目の同僚ヴィクトル・アンリ（1872年-1940年）がフランス初の実験心理学専門誌『ラネー・プシコロジック』を共同で創刊した。20世紀最初の年には、ビネーがフランス政府から、新しく設立された大学の公教育システムにおいて、標準的なカリキュラムを修了するのに特別な補助を必要とする学生を見つける方法を開発するよう要請された。彼はそれに応えて、協力者テオドール・シモンとともに、ビネー・シモン式知能検査を開発し、1905年に公開した（1908年および1911年に改定された）。
この検査法はフランスでも実施されたが、大きな成功を収め（そして論争を引き起こしもし）たのはアメリカ合衆国においてであり、ヴァインランド精神薄弱者訓練学校の校長ヘンリー・ハーバート・ゴダード（1866年-1957年）および彼の助手エリザベス・カイトによって英訳された（1905年の翻訳は1908年のヴァインランドの『紀要』で公開されたが、よく知られたのは1908年の改定版をカイトが1916年に翻訳したものであり、単行本化もされた）。翻訳版の検査法はゴダードにより、彼が先天的精神薄弱だとみなしていた者たち、特に非西欧諸国からの移民、に着目した彼の優生学思想を推し進めるのに利用された。ビネーの検査法は1916年にスタンフォード大学教授ルイス・マディソン・ターマン（1877年-1956年）によって改定されてスタンフォード・ビネー知能検査が生まれた。
ビネーが1911年に死去したのに伴い、ソルボンヌの研究室と『ラネー・プシコロジック』はルイ・シャルル・アンリ・ピエロのものとなった。ピエロの志向はビネーよりも生理学的であった。
ピエール・ジャネはフランスの主導的な精神科医となり、サルペトリエール病院（1890年-1894年）、ソルボンヌ大学（1895年-1920年）、コレージュ・ド・フランス（1902年-1936年）の要職を歴任した。彼は1904年に同僚のソルボンヌ大学教授でリボの弟子にして忠実な信奉者でもあったジョルジュ・ドゥマ（1866年-1946年）と『ジャーナル・ド・プシコロジ・ノルマル・エ・パトロジック』を共同で創刊した。ジャネの師シャルコーがヒステリーの神経学的基礎に重点を置いたのに対し、ジャネは「精神」障害としての精神病理学に対する科学的アプローチを発展させることに関心を抱いた。精神病理は心の無意識的部分と意識的部分の間の葛藤から起こり、無意識的な精神内容は象徴的意味を伴う症状として現れるという彼の理論は、ジークムント・フロイトとの公的な先取権の議論を起こした。
フランスの外科医ポール・ブローカ（1824年–1880年）は、生物学の進化をもたらしたドイツの生理学者ヨハネス・ペーター・ミュラー（1801年-1858年）の著作を支持した。ブローカが1861年に成したことは、頭部を強打して一年後に亡くなった男の検死であった。その男は強打した後に言葉を話せなくなっていた。障害を被った領域は左半球の大脳皮質にあった。そこで、これが言葉を話す能力をつかさどる領域であるとブローカは言った。

## 初期イギリス心理学

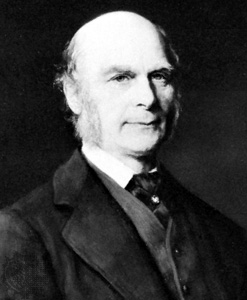
フランシス・ゴルトン

イギリス人にも初の心理学専門の学術雑誌―1876年にアレクサンダー・ベインにより1876年に創刊され、ジョージ・クルーム・ロバートソンが編集を務めた『マインド』―があったが、この地で実験心理学が発展して「心の哲学」に挑戦するようになるまでには長い時間がかかった。『マインド』が創刊してから最初の二十年における実験的な論文はほとんどすべてがアメリカ人によるもの、特にグランヴィル・スタンレー・ホールやその弟子達（すなわちヘンリー・ハーバート・ドナルドソンやジェームズ・マッキーン・キャッテル）によるものであった。
フランシス・ゴルトン（1822年–1911年）の人体測定学研究室は1884年に開かれた。そこで人々は幅広く様々な肉体的（例えば打撃力）・知覚的（例えば視力の鋭さ）特性を検査された。ゴルトンは1886年にジェームズ・マッキーン・キャッテルの訪問を受けたが、キャッテルは後にアメリカ合衆国で自身の精神検査研究法を開発する上でゴルトンの手法を取り入れることになる。しかしながら、ゴルトンは本来心理学者ではなかった。彼が人体測定学研究室で蓄積したデータは主に彼の優生学的立場を支持するのに使われることになる。彼が蓄積したデータの山の解釈の助けとして、ガルトンは数多くの統計学的手法を開発したが、その中には原始的な点図表プロットや積率相関係数（後にカール・ピアソン、1857年-1936年、が完成する）が含まれていた。
その後すぐに、チャールズ・スピアマン（1863年–1945年）が、知性の二因子理論の事例を構築する上で、因子分析の相関型統計処理を開発して1901年に発表した。人は先天的に一般知性能力つまり「g因子」を持っていて、これが沢山の狭い領域において特定の技術を扱う能力（特定知性能力つまり「s因子」）として結実するのだとスピアマンは考えていた。
ドイツやアメリカ合衆国で営まれたような研究室での心理学がイギリスに到来するのは遅かった。1870年代中ごろから哲学者ジェームズ・ウォード（1843年-1925年）がケンブリッジ大学に精神物理学研究室を創設するよう働きかけていたが、1891年になってやっと基本的な用具を揃えるために50ポンドばかりがケンブリッジ大学から供出されたのであった。1897年に生理学部の援助を受けて研究室が創設され、心理学講座は開かれると最初にウィリアム・ヘイルズ・リヴァーズ・リヴァーズ（1864年-1922年）の手に渡った。リヴァーズはその後すぐにチャールズ・サミュエル・マイヤーズ（1873年-1946年）やウィリアム・マクドゥーガル（1871年-1938年）と交流を持った。このグループは心理学に対するのと同じだけの関心を人類学に示し、トレス海峡を1898年に探検したことで名高いアルフレッド・コート・ハドン（1855年-1940年）に同意した。
心理学協会が1901年に設立され（1906年に自らイギリス心理学協会と改名した）、1904年にウォードとリヴァーズが『ブリティッシュ・ジャーナル・オヴ・サイコロジー』を共同で創刊した。

## ドイツ心理学の第二世代

### ヴュルツブルク学派
ヴントのライプツィヒの研究室で助手を務めていたオスヴァルト・キュルペ（1862年-1915年）が1896年、ヴュルツブルク大学に新たな研究室を創設した。キュルペはすぐに周囲に若い心理学者を集めたが、その中にはナルツィス・アハ（1871年-1946年）、カール・ビューラー（1879年-1963年）、エルンスト・デュール（1878年-1913年）、カール・マルベ（1869年-1953年）、ヘンリー・ジャクソン・ワット（1879年-1925年）らがいた。彼らは一個の集団として活動し、ヴントが課していた制約に真っ向から反対しつつ心理学実験に対する新たなアプローチを発展させた。ヴントは、より高次の思考過程に対して長い時間をかけて内省する「内観」（独:Selbstbeobachtung）という哲学的なスタイルと、ある時点の感情・感覚・心像（独:Vorstellung）に即座に気付く「内的感覚」（独:innere Wahrnehmung）とを区別した。前者が不可能であるとヴントは述べて、より高次の精神機能は長い時間をかけた内観によってではなく人文的に「民族心理学」（独:Völkerpsychologie）を通じてのみ研究できると説いた。後者だけが実験の適切な主題となる。
対照的に、ヴュルツブルク学派は、実験の主題が複雑な刺激として（例えば、ニーチェのアフォリズムや論理的問題）現れるように実験をデザインし、時間が経過して過程が進むと（例えばアフォリズムを解釈したり問題を解いたりすると）、経過時間の間に自身の意識を通過したことを全て回顧して実験者たちに報告する。この過程で、ヴュルツブルク学派は「意識態」（独: Bewußtseinslagen）、「」（独: Bewußtheiten）、「考想」（独: Gedanken）といった、（ヴントの感情・感覚・心像を超えた）意識の新しい要素を数多く発見したと主張した。英語圏では、これらはしばしばまとめて「無心像思考」（英: imageless thoughts）と呼ばれ、ヴントとヴュルツブルク学派の論争も「無心像思考論争」（英: imageless thought controversy）と呼ばれた。
ヴントはヴュルツブルク学派の研究を「見かけだけの」実験と呼び、彼らを辛辣に批判した。ヴントの最も著名なイギリス人の弟子でコーネル大学に勤めていたエドワード・ブラッドフォード・ティチェナーはこの論争に干渉して、ヴュルツブルク学派の無心像思考を感情・感覚・心像に昇華できるようなより高次の内観的研究を行うと主張した。このように、彼は逆説的に、ヴントの見方を支持するためにヴントが賛成しない方法を使ったのである。
無心像思考論争はしばしば、実験心理学においてあらゆる内観的方法の正統性を害するうえで、そして最終的にはアメリカ心理学に行動主義革命をもたらすうえで、役に立ったとされてきた。しかしそれは自身の延命されてきた正統性を失っただけではない。ハーバート・アレクサンダー・サイモン（1981年）がヴュルツブルク学派心理学者の研究を、特にオットー・ゼルツ（1881年-1943年）の研究を引いて、自身の著名な問題―コンピュータ・アルゴリズム（例えばLogic TheoristとGeneral Problem Solver）の解決やプロトコル解析におけるシンキング・アウト・ラウド法―を進めるうえでの霊感元としている。さらに、カール・ポパーがビューラーおよびゼルツの下で心理学を学び、彼らの名を出しはしないものの彼らからの影響を自身の科学哲学に持ち込んだとみられている。

### ゲシュタルト心理学
ヴュルツブルク学派が主に方法論に関してヴントと議論したのに対して、ベルリンを拠点としたドイツの新しい潮流は、心理学の目的は意識をバラバラに分解して推定上の基本要素を見出すことだという一般に蔓延る臆説と対立した。この臆説に対して彼らは、心理学的「全体」は優先性を持ち、「部分」はそうではなくむしろ全体を構成する一構造として定義されると主張した。それゆえ、おおよそ形状・形態を意味するドイツ語に由来してこの学派は「ゲシュタルト」と名付けられた。この学派はマックス・ヴェルトハイマー（1880年-1943年）、ヴォルフガング・ケーラー（1887年-1967年）、クルト・コフカ（1886年-1941年）らが主導していた。ヴェルトハイマーはオーストリアの哲学者クリスティアン・フォン・エーレンフェルス（1859年-1932年）の弟子であった。フォン・エーレンフェルスは、認識対象の知覚的要素に加えて、ある意味では標準的な知覚的要素の構造に由来するが独自の権利を持つような特別な要素が存在すると主張した人物である。彼はその特別な要素を「ゲシュタルト質」（独:Gestalt-qualität、形態質とも）と呼んだ。例えば、メロディを聞くと、人は個々の音に加えて全体としての旋律を聞く。これが「ゲシュタルト質」である。フォン・エーレンフェルスによれば、このゲシュタルト質が存在するからこそある旋律を全く異なる音を使っても同一性を保った別の旋律へと移調することができるのである。ヴェルトハイマーは「メロディによって私に与えられたものは[...]そのような断片の総和から成る二次的過程として立ち現われてくるのではない。そうではなく、個々の部分において起こるものは全体に依存して起こっているのだ」（1925/1938）というより過激な主張を行った。言い換えれば、人はまずメロディを聞いてその後にのみメロディを知覚的に個々の音に分割できるのである。同様に視覚においても、人はまず円の形を見る― それは無媒介的・即時的に与えられる（すなわち、その知覚は部分を総合するという過程によって媒介されてなどいないのである）。この第一の知覚の後にのみ人は円が線や点や星で描かれていることに気付くことができる。
「ゲシュタルト理論」は1912年にヴェルトハイマーのファイ現象に関する論文の中で公式に創始された; 静止しているが交互に点滅する二つのライトを見ると、その二つのライトの位置の間を一つのライトが移動しているように見えるという錯覚がある。一般的な意見に反して、彼の主な狙いは行動主義ではなかった、というのは、行動主義は当時まだ心理学界で力を得ていなかったからである。彼の批判の対象はむしろヘルマン・フォン・ヘルムホルツ（1821年-1894年）、ヴィルヘルム・ヴント（1832年-1920年）その他の当時の欧州の心理学者の原子論的心理学であった。

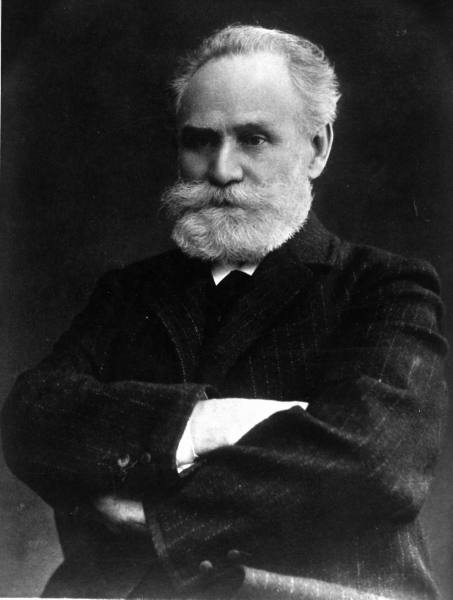
イヴァン・ピトローヴィチ・パヴロフ

ファイ実験においてヴェルトハイマーの被験者として働いたのがケーラーとコフカである。ケーラーは物理音響学の専門家であり、物理学者マックス・プランク（1858年-1947年）の下に学んだこともあるが、カール・シュトゥンプ（1848年-1936年）の下で心理学の学位を取得した。コフカもシュトゥンプの弟子であり、リズムの心理的側面や運動現象を研究した。1917年にケーラー（1917年/1925年）はチンパンジーの学習に関する4年間の研究の成果を発表した。他のほとんどの学習理論家の主張に反して、イヴァン・パヴロフ（1849年-1936年）とエドワード・リー・ソーンダイク（1874年-1949年）がそれぞれイヌとネコで証明した関連して増大する学習能力を批判的に継承しつつ、動物は「突発的に得た認識」によって問題の「組織」を学べるということをケーラーは示した。
「構造」と「組織」という術語はゲシュタルト心理学者にとって焦点となるものであった。刺激はある構造を持ち、ある方法で組織されるものであり、組織が応答するのは個々の知覚的要素に対してよりもむしろ構造的組織に対してであるとされた。動物は何らかの状況におかれると、単に刺激の究極的特性に応答するのではなく、その全体的状況に関する特性に応答する。ケーラーの好例を用いると、二枚の灰色のトランプのうち明るい色の方にあるやり方で反応するという条件づけでは、動物はその状態のそれぞれの刺激から究極的な個々の特性を引き出すよりもむしろ二つの刺激の関係を一般化してとらえる: つまりその動物は、テストの段階で暗い方のカードが元の練習段階での明るい方と同じ明るさであるかのように、最終段階でも二枚の内の明るい方に応答するのである。
1921年にコフカは発達心理学に関するゲシュタルト志向の文書『心の成長』を発表した。アメリカの心理学者ロバート・オグデンの助けを借りつつ、コフカは1922年に『サイコロジカル・ブリッティン』を創刊して、ゲシュタルト的な観点をアメリカの大衆に紹介した。この雑誌では認識の数多くの問題に対する当時主流だった見解が批判され、ゲシュタルト派による代替となる見解が述べられていた。コフカは1924年にアメリカ合衆国に移住し、最終的に1927年にスミス大学に落ち着いた。1935年には彼は『ゲシュタルト心理学綱要』を発表した。この教科書は科学的営みを相対的にゲシュタルト的な視点から展開している。彼の言うところでは、科学は単なる事実の集積ではない。事実を結合して理論的構造を作ることが研究を科学的にするのである。ゲシュタルト主義者の目的は自然、生命、精神に関する無活性的な事実を統合して一つの科学的構造を組み上げることである。つまり、科学はコフカが物理科学の定量的事実と呼んだものだけでなく別の二つの「科学的範疇」の事実をも包含するのである: その二つとは、順序の問題と「ジン」（独:Sinn）、重要性、価値、意味など様々に訳されるドイツ語単語、の問題とである。経験・行動の意味を組み入れなければ、科学は人間の科学的研究につまらないものを運命づけたであろうとコフカは考えていた。
1930年代中頃まではナチスの猛襲の中を生き延びたものの、1935年までにゲシュタルト運動の中核メンバーは皆ドイツからアメリカ合衆国へ移住することを余儀なくされた。ケーラーは別の著書『心理学の動力学』を1940年に発表したがそれ以降ゲシュタルト運動は停滞期間が続くことになる。コフカが1941年に死去し、ヴェルトハイマーは1943年に死去した。ヴェルトハイマーの数学的問題解決に関する待望の書『生産的思考』は死後1945年に出版されたがケーラーは一人健在で、二人の長年の同僚なしに運動を指揮し続けたのであった。

## アメリカにおける行動主義の登場
20世紀初期の数多くの出来事が結合した結果、アメリカ心理学の支配的な学派として行動主義が徐々に姿を現した。それはまず、多くの人が意識という概念を懐疑的にみるようになっていくという形で現れた: 心理学を生理学から分けるうえでなお本質的な要素とはみなされていたものの、意識の主観的な実体とそれが要求する信用しがたい内観的な方法は多くの問題を引き起こした。1904年の『ジャーナル・オヴ・フィロソフィー...』のウィリアム・ジェームズによる記事「意識は存在するのか?」はこの懸念をはっきりと表していた。
第二には、厳密な動物心理学が徐々に興隆しつつあった。1898年のエドワード・リー・ソーンダイクのパズル・ボックスに入れられたネコの研究に加えて、ラットが迷路を取りぬける実験がウィラード・スタントン・スモールによって始められた。1905年の『ジャーナル・オヴ・フィロソフィー...』に掲載されたロバート・マーンズ・ヤーキーズの「動物心理学と心の判断基準」によって、どういうときにある生命体に意識があると言えるのかという一般的な問題が浮かび上がってきた。続く数年間にはジョン・ブローダス・ワトソン（1878年–1959年）が神経学的発育と白いラットの学習能力との間の関係に関する論文を発表し、大きな役割を果たすようになった。もう一つのラットを用いた重要な研究がヘンリー・H・ドナルドソンにより発表された。1909年には、イヴァン・パヴロフによるイヌの条件付けの研究が初めて英語で説明された。

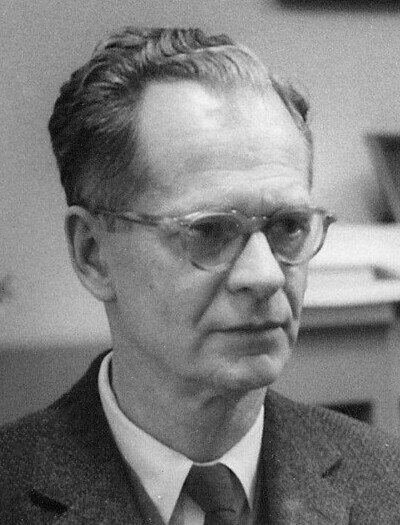
バラス・フレデリック・スキナー

第三の要因はワトソンが心理学界で大きな力を持つ位置を占めるようになったことである。1908年に、ワトソンがジェームズ・マーク・ボールドウィンによってジョンズ・ホプキンスに招聘されて下位の教職に就いた。ジョンズ・ホプキンスの学部長であったのに加えて、ボールドウィンは影響力の高い雑誌『サイコロジカル・レビュー』および『サイコロジカル・ブリッティン』の編集者を務めていた。わずか数ケ月後にはワトソンのライヴァルのボールドウィンはスキャンダルによって教授職辞職に追い込まれた。ワトソンは突然学部長および二誌の編集者の地位に就いた。彼はこれらの強力な地位を有効に使って自身の研究の印象における心理学に革命をもたらすことを決断した。1913年の『サイコロジカル・レヴュー』に彼はしばしば行動主義運動の「マニフェスト」と呼ばれる記事「行動主義者が見る限りでの心理学」を掲載した。そこで彼は、心理学とは「自然科学の純粋に客観的・実験的領域である」、「内観的形式は心理学の方法の本質的部分ではない[...]」、「行動主義者は[...]ヒトと野獣の間の境目を認識しない」などと主張した。翌年1914年に彼の最初の教科書『行動』が出版された。行動主義が包括的なアプローチとして認められるまでにはなお時間がかかったものの（第一次世界大戦による妨害も少なからずあり）、1920年ごろまでにワトソンの革命は軌道に乗った。初期の行動主義の中心的教説は、心理学は心ではなく行動の科学であるべきだというもので、信念・欲望・目標といった内的精神状態は否定された。しかしワトソン自身は1920年にスキャンダルによりジョンズ・ホプキンス大学退職を余儀なくされた。彼は1920年代には著述の公開を続けたものの、行動主義の宣伝塔としての役割にシフトしていった。 
活動を続けた行動主義者の中でも、続行させるための最善の方法に関しては数多くの異論が起こった。エドワード・チェイス・トールマン、エドウィン・レイ・ガスリー、クラーク・レナード・ハル、バラス・フレデリック・スキナーといった新行動主義者達は、(1)伝統的な心理学的概念を行動主義的術語へと再定義するかそれらを放棄して全く新しい枠組みを選ぶか、(2)学習は一度にすべて起こってしまうのか徐々に起こるのか、(3)行動の「動機づけ」を与えるために生物学的動因を新たな科学に含めるか否か、(4)どの程度まで「全ての」理論的枠組みは学習の報酬と罰の計測効果を超えて要求されるのか、といった問題について議論した。1950年代後半までに、スキナーの定式化が支配的となり、行動分析の名の下に現代心理学の一部として存続している。
行動主義は20世紀の長い期間、心理学研究における優勢な実験モデルであったが、これは人間の行動の科学的モデルとしての条件づけ理論の（少なくとも宣伝の上では）創造的で成功した応用であったことによる。

## フランス語圏心理学の第二世代

### ジュネーヴ学派

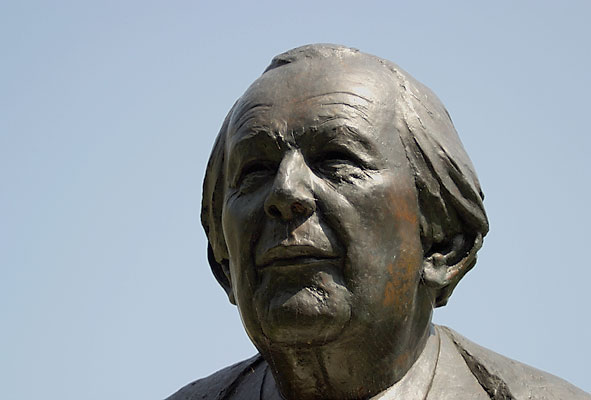
ジャン・ピアジェ

1918年に、ジャン・ピアジェ（1896年–1980年）が自身の初期の博物学者としての研鑽から転向してチューリヒで博士号取得後の研究として精神分析を始めた。1919年には彼はパリへ赴いてビネー・シモン研究室に勤めた。しかし、ビネーは1911年に死去し、シモンはルーアンに引っ越していた。そのためピアジェの指導はビネーの昔からのライヴァルでコレージュ・ド・フランスの教授だったピエール・ジャネが（間接的に）行うことになった。
パリでの仕事は比較的単純だった。: 博物学者として身に着けた統計学的手法を使って、軟体動物を研究し、シリル・バートの知能テストをフランスの児童に使えるように規格化すること。未だ直接の指導を受けていなかったが、彼はすぐにこの退屈な仕事の解決法を見出した: なぜ子供たちが失敗するのかを探求すること。精神分析的面接における初期の鍛錬に応用して、ピアジェは子どもたちに直接に干渉し始めた: 「何故そうしたのか?」（等々）。後に段階説として定式化する理論が最初に芽生えたのはこのころからであった。
1921年になると、ピアジェはジュネーヴに移ってジャン＝ジャック・ルソー教育研究所とともにエドゥアール・クラパレードとともに研究を行った。
1936年には、ピアジェは初めての名誉博士号をハーヴァードから授与された。
1955年に、遺伝認識学国際センターが創立された: 理論家と科学者の学際的活動、ピアジェの理論に関係する議題の研究に捧げられた。
1969年、ピアジェは「科学に対する顕著な貢献」をアメリカ心理学会から賞された。

## 認知主義

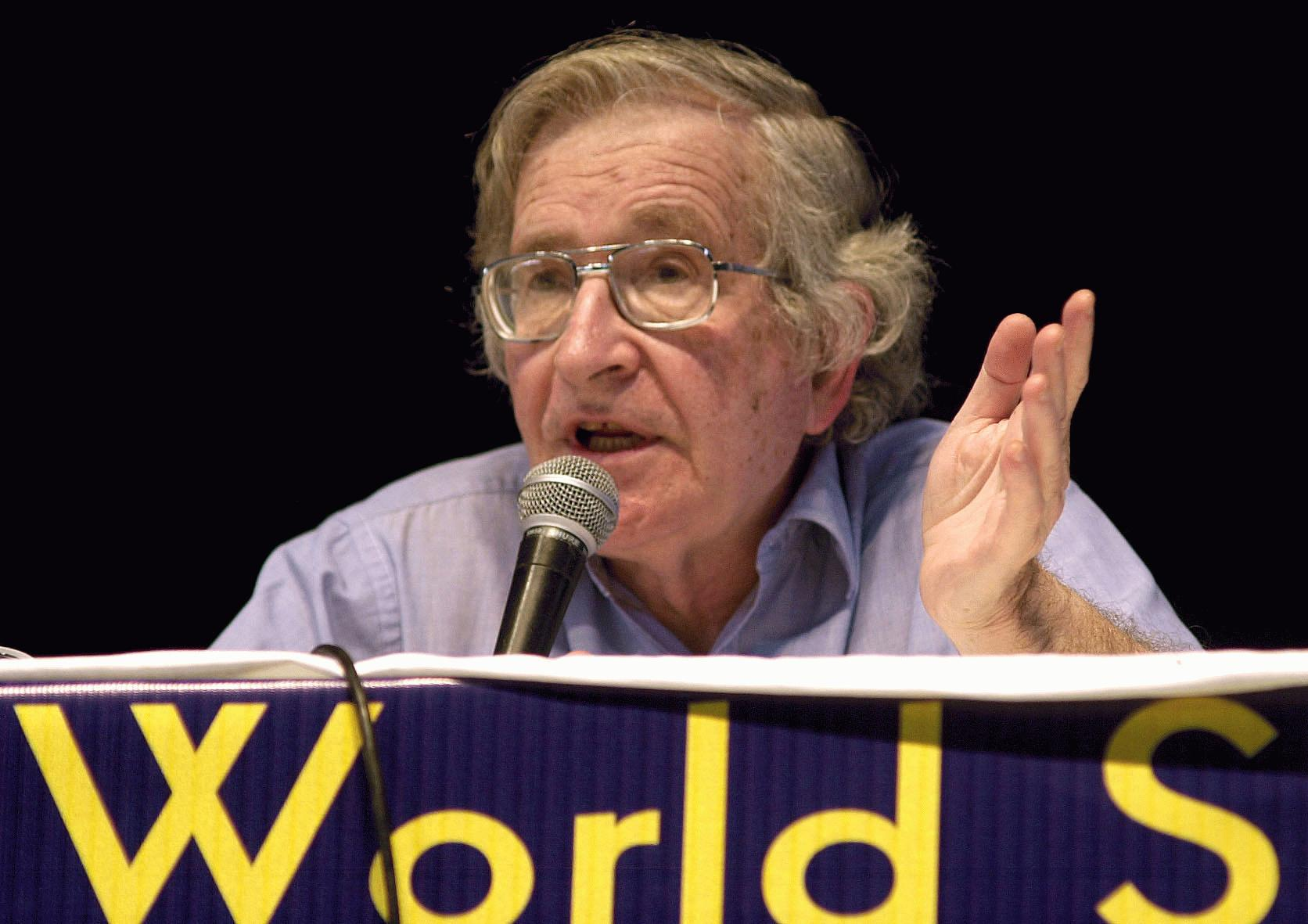
ノーム・チョムスキー

スキナーの著書『言語行動』（行動主義の枠組みで言語習得を説明することを狙った著書）に対するノーム・チョムスキーの論評（1957）はスキナーが説いた種類の徹底的行動主義に対する最大の理論的挑戦の一つとされた。スキナーが自明のこととしたある種のオペラント条件付けのみでは言語は学習されえないとチョムスキーは示した。チョムスキーの主張は、人間はそれぞれ独自の構造・意味を持つ無限に多様な文を生成することができ、それらは自然言語の経験のみでは生成されえないというものであった。その代わりに、内的な精神構造―行動主義が幻想として退けた精神状態―が存在しなければならないとチョムスキーは結論した。同様に、児童は外的行動を変化させることなく社会的調査から学習することができ、そのため内的表象によって説明されなければいけないことをアルバート・バンデューラによる研究が示している。
計算機技術の興隆は情報処理として精神機能をとらえる隠喩も広めた。これが、心の研究の科学的アプローチと結合され、内的精神状態という概念とともに、心の支配的なモデルとしての心理学の興隆を招いた。
脳と神経系機能の接続も広く知られるようになったが、これはチャールズ・シェリントンやドナルド・ヘッブといった人々の実験的著作のためというのもあれば、脳障害をもつ人々の研究（認知神経心理学を参照）のためというのもある。脳機能を精確に調べる技術の発展とともに、神経心理学と認知神経科学が現代の心理学の最も活発な領域の一部となった。
心を理解するという問題における他の分野（哲学、計算機科学、神経科学等）との掛かり合いの増加により、包括的学問たる認知科学が建設的な方法でこの研究に着目する手段として作られた。

### 学術的雑誌
- History of Psychology

For more information, including rejection rates and average publication lag, see this report
- History of the Human Sciences
- Journal of the History of the Behavioral Sciences

### 学会・協会
- Cheiron: The International Society for the History of Behavioral & Social Sciences
- European Society for the History of the Human Sciences
- Forum for the History of Human Science
- History & Philosophy Section of the British Psychological Society
- History & Philosophy of Psychology Section of the Canadian Psychological Association
- Society for the History of Psychology (American Psychological Association Division 26)

### インターネット上の文献

#### 電子教科書
- The History of Psychology - e-text about the historical and philosophical background of psychology by C. George Boeree
- Mind and Body: René Descartes to William James e-text by Robert H. Wozniak

#### 一次文献の集成
- Classics in the History of Psychology - on-line full texts of 250+ historically significant primary source articles, chapters, & books, ed. by Christopher D. Green
- Fondation Jean Piaget - Collection of primary sources by, and secondary sources about, Jean Piaget (in French; edited by Jean-Jacques Ducret and Wolfgang Schachner)
- The Mead Project - collection of writings by George Herbert Mead and other related thinkers (e.g., Dewey, James, Baldwin, Cooley, Veblen, Sapir), ed. by Lloyd Gordon Ward and Robert Throop
- Sir Francis Galton, F.R.S.
- William James Site ed. by Frank Pajares
- History of Phrenology on the Web ed. by John van Wyhe
- Frederic Bartlett Archive - A collection of Bartlett's own writings and related material maintained by Brady Wagoner, Gerard Duveen and Alex Gillespie

#### 心理学史の二次文献の集成
- History & Theory of Psychology Eprint Archive - Open access on-line depository of articles on the history & theory of psychology
- Advances in the History of Psychology - Blog edited by Jeremy Burman of York University (Toronto, Canada), advised by Christopher D. Green

#### 実際の公文書の掲載されたウェブサイト
- The Archives of the History of American Psychology -  Large collection of documents and objects at the University of Akron, directed by David Baker
- Archives of the American Psychological Association directed by Wade Pickren

#### マルチメディア
- An Academy in Crisis: The Hiring of James Mark Baldwin and James Gibson Hume at the University of Toronto in 1889 - 40-min. video documentary by Christopher D. Green
- Toward a School of Their Own: The Prehistory of American Functionalist Psychology - 64-min. video documentary by Christopher D. Green
- This Week in the History of Psychology - 30-episode podcast series by Christopher D. Green